# Code SSN
Code SSN est un roman de guerre et d'anticipation écrit par Tom Clancy, et paru en 1996.

## Résumé
21 février 2003 : la United Fuels Corporation annonce la découverte en mer de Chine méridionale d'un gigantesque gisement pétrolier, au large des îles Spratley.
23 février 2003 : coup d'État en Chine. Le conservateur marxiste Li Peng s'empare du pouvoir.
26 février 2003 : la Chine envahit les îles Spratley. Un pétrolier américain est arraisonné.
27 février 2003 : l'US Navy est placée en alerte maximum. Les porte-avions Nimitz et Independence font route vers l'archipel.
À bord de l'USS Cheyenne, un sous-marin nucléaire de la dernière génération, fleuron de la flotte américaine, le commandant Bartholomew « Mack » Mackey reçoit l'ordre de les rejoindre. Sa vraie mission : empêcher la déflagration mondiale.
Ce livre raconte les combats de l'USS Cheyenne face aux sous-marins chinois, puis aux sous-marins russes vendus aux Chinois.

## Particularités du roman
Comme Octobre rouge, ce livre est consacré à la guerre sous-marine.
Code SSN est inspiré d'un jeu vidéo, ce qui transparaît durant la lecture : l'écriture et l'enchaînement mécanique de péripéties sont plutôt au-dessous du standard habituel de qualité de Clancy.[non neutre]